# Serrat dels Moros (les Masies de Roda)
El Serrat dels Moros és una muntanya de 592 metres que es troba al municipi de les Masies de Roda, a la comarca catalana d'Osona.